# Apatelodes
Apatelodes é um gênero de mariposa pertencente à família Bombycidae.